# Sacra Music
Sacra Music (stylisé SACRA MUSIC) est un label discographique de Sony Music Entertainment Japan.

## Résumé
Ce label discographique comporte des artistes qui ont un champ d'activités s'étendant non seulement au Japon mais également à l'étranger largement, le label est lancé le 1er avril 2017.
Annoncé le 6 janvier de la même année, ces artistes, qui se sont produits avec de nombreux et différents hits et anison, pourront attirer un maximum de personnes avec des concerts et toutes sortes d'événements au niveau national et international,,. Ces artistes étaient encore à l'origine affiliés à des labels de Sony Music Labels Inc. tels que SME Records et Aniplex, mais se sont déplacés ensemble en même temps que ce label, lancé le 1er avril.
En collaboration avec les stratégies étrangères d'Aniplex, également une filiale du Sony Music Japan, le label se concentrera davantage sur les expansions mondiales, tel que la participation à d'événements, de concerts et la diffusion des chansons des artistes à l'étranger. De plus en mai 2017 de nombreux artistes du label devraient rejoindre le prochain festival de musique de chansons d’anime « SME MUSIC THEATER 2017 », organisé par Sony Music Japan.

## Artistes

### Artistes affiliés
| - Aimer - ASCA - ClariS, - EGOIST, - Eir Aoi - ELISA, - EXiNA - =Love (ja) | - halca - Kaguya Luna (ja) - Kana Hanazawa, - LiSA, - Luna Haruna (ja), - Mashiro Ayano (ja), - PENGUIN RESEARCH (ja), | - Sangatsu no Phantasia (ja) - SawanoHiroyuki[nZk], - Shuka Saitō (ja) - Sōma Saitō - Spira Spica (ja) - TrySail (ja), - TSUKICRO (ja), |

### Anciens artistes
- GARNiDELiA (2017-2019)[8],[9]
- Kalafina (2017-2019)
- Tomohisa Sakō (ja) (2017-2019)